# Gualterio V de Brienne
Gualterio V de Brienne (en francés: Gautier V de Brienne; en italiano: Gualtieri V di Brienne; Brienne-le-Château, Reino de Francia; c. 1275-Almyrós, Ducado de Atenas; 15 de marzo de 1311) fue duque de Atenas y señor de Argos y Nauplia desde 1308 hasta su muerte. Por ser el único hijo varón de Hugo de Brienne e Isabel de la Roche, era el único heredero de grandes propiedades en Francia, el Reino de Nápoles y el Peloponeso. Estuvo prisionero en el castillo siciliano de Augusta entre 1287 y 1296 o 1297 para asegurar el pago del rescate de su padre al almirante aragonés, Roger de Lauria. Cuando Hugo murió en batalla contra Lauria en 1296, heredó el Condado de Brienne en Francia y los Condados de Lecce y Conversano en el sur de Italia. Fue liberado, pero sería capturado durante una invasión napolitana a Sicilia en 1299. Su segundo cautiverio se prolongaría hasta el Tratado de Caltabellotta en 1302.
Se asentó en Francia y se casó con Juana de Châtillon. Después de que su primo, el duque Guido II de Atenas, muriera sin dejar descendencia en 1308, reclamó su herencia. Su prima, Eschiva de Ibelín, también reclamó el ducado, pero la Alta Corte de Acaya emitió un fallo en favor suyo. El nuevo duque llegó a Atenas en 1309. Juan II Ducas, el señor griego de Tesalia, formó una alianza en su contra con el Imperio bizantino y el Despotado de Epiro. Contrató los servicios de la Gran Compañía Catalana, un grupo de mercenarios, para invadir Tesalia. Los catalanes derrotaron a Juan II, pero el duque se negó a pagar sus salarios. Después de que estos se levantaron en abierta rebelión, reunió un gran ejército de los territorios francos de Grecia, pero le infligieron una aplastante derrota en la batalla del río Cefiso. Gualterio murió en el campo de batalla y los catalanes ocuparon el Ducado de Atenas.

## Primeros años

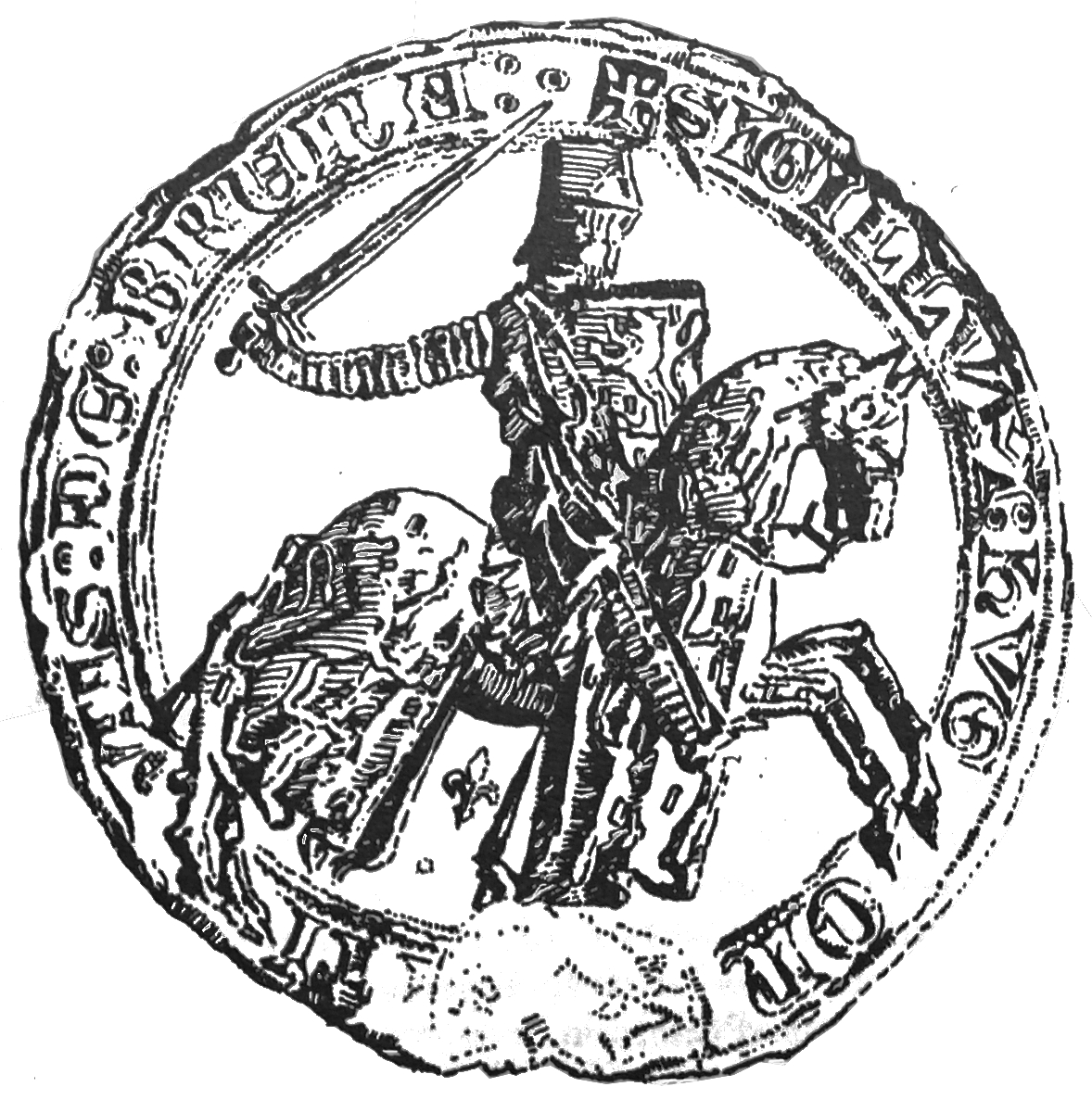
Sello de Hugo de Brienne, padre de Gualterio.

Nacido alrededor de 1275, Gualterio era el único hijo varón de Hugo de Brienne e Isabel de la Roche. Su padre tenía feudos importantes tanto en Francia (el Condado de Brienne) como en el sur de Italia (los Condados de Lecce y Conversano). También había reclamado el Reino de Chipre, pero la nobleza local eligió a su primo, Hugo de Antioquía-Lusignan. Isabel de la Roche —la hija menor del duque Guido I de Atenas— aportó sus feudos del Peloponeso cuando se casó. Murió en 1279.
El historiador Guy Perry describe a Gualterio como un «verdadero hijo» de la guerra de las vísperas sicilianas. Su padre, que era comandante militar del rey Carlos II de Anjou, cayó prisionero en la batalla de los condes el 23 de junio de 1287. Fue liberado solo después de que cedió a su hijo como rehén del almirante aragonés, Roger de Lauria para garantizar el pago de su rescate. Gualterio estuvo como rehén en la fortaleza de Augusta durante años. Probablemente aprendió catalán y se familiarizó con las costumbres aragonesas durante los años de su cautiverio.
Todavía estaba bajo custodia cuando su padre murió luchando contra Lauria en Brindisi en el verano de 1296. El rey Carlos II ordenó a los vasallos de Hugo en el sur de Italia que juraran lealtad a su hijo el 27 de agosto. Después de ser liberado, se dirigió a Francia y tomó posesión de los dominios de su padre. Fue investido con el Condado de Brienne antes de mayo de 1297.

## Aristócrata guerrero
Buscando venganza por la muerte de su padre, hizo una alianza con dos nobles franceses cuyos padres también habían sido asesinados en Italia. Contrataron a 300 caballeros, conocidos como «caballeros de la muerte», y se unieron al ejército que el heredero de Carlos II, Roberto de Calabria, había reunido para invadir Sicilia. Sus tropas desembarcaron en Catania y ocuparon la ciudad. En poco tiempo, los rumores llegaron al campo napolitano, insinuando que el castellano de Gagliano Castelferrato estaba dispuesto a capitular sin resistencia. Roberto envió a Gualterio y a sus subalternos a la fortaleza para iniciar negociaciones con el castellano. Los rumores resultaron ser falsos, difundidos deliberadamente para atrapar a las tropas napolitanas. Después de darse cuenta de la situación, se negó a huir y luchó contra las tropas aragonesas, pero pronto se vio obligado a rendirse. Carlos II nombró a Felipe de Toucy para administrar sus dominios italianos mientras estaba cautivo. Después de la firma del Tratado de Caltabellotta en 1302, sería liberado y se trasladó a Francia antes de junio de 1303. Su matrimonio posterior con Juana de Châtillon, que era hija del condestable de Francia, fortaleció su posición en el reino.

## Duque de Atenas

Ducado de Atenas, principios del.

El duque Guido II de Atenas, también señor de Argos y Nauplia, murió sin dejar descendencia el 5 de octubre de 1308. Sus dos primos, Gualterio y Eschiva de Ibelín, reclamaron el ducado. Esta última era hija de Alicia de la Roche, hermana mayor de Isabel de la Roche, pero la Alta Corte del Principado de Acaya falló en favor del primero, ya que se concluyó que un demandante masculino sería preferible a una mujer si dos parientes de igual grado reclamaban una herencia. Antes de partir hacia Atenas, nombró a su suegro, Gaucher V de Châtillon, para administrar el Condado de Brienne.
Desembarco en Glarentza, en Acaya, en el verano de 1309. Cuando llegó a su ducado, Juan II Ducas, señor de Tesalia, se había librado de la soberanía ateniense. El emperador bizantino Andrónico II Paleólogo, y la regente del Despotado de Epiro, Ana Paleóloga Cantacucena, apoyaron a Juan II, lo que obligó a Gualterio a buscar ayuda externa. La Gran Compañía catalana, un grupo de mercenarios desempleados, había hecho incursiones regulares contra Tesalia desde 1305. El duque contrató a los catalanes y sus aliados turcos para luchar contra los gobernantes griegos. Los mercenarios invadieron Tesalia y ocuparon importantes fortalezas. Después de seis meses, Juan II se vio obligado a demandar por la paz.
Gualterio les debía a los mercenarios el salario de cuatro meses, pero no quería pagar los atrasos. Seleccionó a doscientos jinetes y trescientos almogávares (o soldados de a pie) de entre los mercenarios y les prometió solo a ellos pagar sus salarios. También les ofreció feudos y ordenó a todos los demás que abandonaran el ducado. Los mercenarios despedidos se negaron a moverse y le pidieron que les permitiera establecerse en las tierras recién conquistadas como sus vasallos. El duque no confiaba en los catalanes y los amenazaba con la pena capital si no obedecían sus órdenes. Al no tener a dónde ir, se levantaron en abierta rebelión. Los quinientos mercenarios catalanes que acababa de contratar se unieron a sus compatriotas, lo que obligó al duque a buscar ayuda del Principado de Acaya y de los demás territorios francos de Grecia.
Los ejércitos se encontraron en un terreno pantanoso en el río Cefiso el 15 de marzo de 1311. Los mercenarios estaban dispuestos a hacer las paces, pero el duque estaba decidido a deshacerse de ellos. En la batalla del río Cefiso, los catalanes obtuvieron una victoria devastadora ya que mataron a Gualterio y aniquilaron a casi toda su caballería. Ocuparon el Ducado de Atenas, pero el hijo del fallecido duque que fue llevado a Italia después de la victoria de los mercenarios hizo intentos fallidos de recuperarlo en las décadas siguientes. Un soldado turco decapitó el cadáver de Gualterio y paseo su cabeza en señal de triunfo por el campo de batalla. Su hijo Gualterio VI recuperó la cabeza de su padre y la enterró en Lecce, posiblemente en la iglesia de san Oronzo en 1348.

## Matrimonio y descendencia
| \| \| \| \| \| \| \| \| \| \| \| \| \| \| \| \| \| \| \| \| \| \| \| \| \| Gualterio III de Brienne \| Gualterio III de Brienne \| Gualterio III de Brienne \| Gualterio III de Brienne \| Gualterio III de Brienne \| Gualterio III de Brienne \| \| \| Elvira de Lecce \| Elvira de Lecce \| Elvira de Lecce \| Elvira de Lecce \| Elvira de Lecce \| Elvira de Lecce \| \| \| Hugo I de Chipre \| Hugo I de Chipre \| Hugo I de Chipre \| Hugo I de Chipre \| Hugo I de Chipre \| Hugo I de Chipre \| \| \| Alicia de Champaña \| Alicia de Champaña \| Alicia de Champaña \| Alicia de Champaña \| Alicia de Champaña \| Alicia de Champaña \| \| \| \| \| \| \| \| \| \| \| \| \| \| \| \| \| \| \| \| \| \| \| \| \| \| \| \| \| \| Gualterio III de Brienne \| Gualterio III de Brienne \| Gualterio III de Brienne \| Gualterio III de Brienne \| Gualterio III de Brienne \| Gualterio III de Brienne \| \| \| Elvira de Lecce \| Elvira de Lecce \| Elvira de Lecce \| Elvira de Lecce \| Elvira de Lecce \| Elvira de Lecce \| \| \| Hugo I de Chipre \| Hugo I de Chipre \| Hugo I de Chipre \| Hugo I de Chipre \| Hugo I de Chipre \| Hugo I de Chipre \| \| \| Alicia de Champaña \| Alicia de Champaña \| Alicia de Champaña \| Alicia de Champaña \| Alicia de Champaña \| Alicia de Champaña \| \| \| \| \| \| \| \| \| \| \| \| \| \| \| \| \| \| \| \| \| \| \| \| \| \| \| \| \| \| \| \| \| \| \| \| \| \| \| \| \| \| \| \| \| \| \| \| \| \| \| \| \| \| \| \| \| \| \| \| \| \| \| \| \| \| \| \| \| \| \| \| \| \| \| \| \| \| \| \| \| \| \| \| \| \| \| \| \| \| \| \| \| \| \| \| \| \| \| \| \| \| \| \| \| \| \| \| \| \| \| \| \| \| \| \| \| \| \| \| \| \| \| \| \| \| \| \| \| \| \| \| \| \| \| \| Guido I de Atenas \| Guido I de Atenas \| Guido I de Atenas \| Guido I de Atenas \| Guido I de Atenas \| Guido I de Atenas \| \| \| \| \| \| \| \| \| \| \| Gualterio IV de Brienne \| Gualterio IV de Brienne \| Gualterio IV de Brienne \| Gualterio IV de Brienne \| Gualterio IV de Brienne \| Gualterio IV de Brienne \| \| \| María de Chipre \| María de Chipre \| María de Chipre \| María de Chipre \| María de Chipre \| María de Chipre \| \| \| Enrique I de Jerusalén \| Enrique I de Jerusalén \| Enrique I de Jerusalén \| Enrique I de Jerusalén \| Enrique I de Jerusalén \| Enrique I de Jerusalén \| \| \| Isabel de Chipre \| Isabel de Chipre \| Isabel de Chipre \| Isabel de Chipre \| Isabel de Chipre \| Isabel de Chipre \| \| \| \| \| \| \| \| \| \| \| \| \| \| Guido I de Atenas \| Guido I de Atenas \| Guido I de Atenas \| Guido I de Atenas \| Guido I de Atenas \| Guido I de Atenas \| \| \| \| \| \| \| \| \| \| \| Gualterio IV de Brienne \| Gualterio IV de Brienne \| Gualterio IV de Brienne \| Gualterio IV de Brienne \| Gualterio IV de Brienne \| Gualterio IV de Brienne \| \| \| María de Chipre \| María de Chipre \| María de Chipre \| María de Chipre \| María de Chipre \| María de Chipre \| \| \| Enrique I de Jerusalén \| Enrique I de Jerusalén \| Enrique I de Jerusalén \| Enrique I de Jerusalén \| Enrique I de Jerusalén \| Enrique I de Jerusalén \| \| \| Isabel de Chipre \| Isabel de Chipre \| Isabel de Chipre \| Isabel de Chipre \| Isabel de Chipre \| Isabel de Chipre \| \| \| \| \| \| \| \| \| \| \| \| \| \| \| \| \| \| \| \| \| \| \| \| \| \| \| \| \| \| \| \| \| \| \| \| \| \| \| \| \| \| \| \| \| \| \| \| \| \| \| \| \| \| \| \| \| \| \| \| \| \| \| \| \| \| \| \| \| \| \| \| \| \| \| \| \| \| \| \| \| \| \| \| \| \| \| \| \| \| \| \| \| \| \| \| \| \| \| \| \| \| \| \| \| \| \| \| \| \| \| \| \| \| \| \| \| \| \| \| Juan I de Atenas \| Juan I de Atenas \| Juan I de Atenas \| Juan I de Atenas \| Juan I de Atenas \| Juan I de Atenas \| \| \| Guillermo I de Atenas \| Guillermo I de Atenas \| Guillermo I de Atenas \| Guillermo I de Atenas \| Guillermo I de Atenas \| Guillermo I de Atenas \| \| \| Alicia de la Roche \| Alicia de la Roche \| Alicia de la Roche \| Alicia de la Roche \| Alicia de la Roche \| Alicia de la Roche \| \| \| Isabel de la Roche \| Isabel de la Roche \| Isabel de la Roche \| Isabel de la Roche \| Isabel de la Roche \| Isabel de la Roche \| \| \| Hugo de Brienne \| Hugo de Brienne \| Hugo de Brienne \| Hugo de Brienne \| Hugo de Brienne \| Hugo de Brienne \| \| \| \| \| \| \| Hugo II de Chipre \| Hugo II de Chipre \| Hugo II de Chipre \| Hugo II de Chipre \| Hugo II de Chipre \| Hugo II de Chipre \| \| \| Hugo III de Chipre \| Hugo III de Chipre \| Hugo III de Chipre \| Hugo III de Chipre \| Hugo III de Chipre \| Hugo III de Chipre \| \| Juan I de Atenas \| Juan I de Atenas \| Juan I de Atenas \| Juan I de Atenas \| Juan I de Atenas \| Juan I de Atenas \| \| \| Guillermo I de Atenas \| Guillermo I de Atenas \| Guillermo I de Atenas \| Guillermo I de Atenas \| Guillermo I de Atenas \| Guillermo I de Atenas \| \| \| Alicia de la Roche \| Alicia de la Roche \| Alicia de la Roche \| Alicia de la Roche \| Alicia de la Roche \| Alicia de la Roche \| \| \| Isabel de la Roche \| Isabel de la Roche \| Isabel de la Roche \| Isabel de la Roche \| Isabel de la Roche \| Isabel de la Roche \| \| \| Hugo de Brienne \| Hugo de Brienne \| Hugo de Brienne \| Hugo de Brienne \| Hugo de Brienne \| Hugo de Brienne \| \| \| \| \| \| \| Hugo II de Chipre \| Hugo II de Chipre \| Hugo II de Chipre \| Hugo II de Chipre \| Hugo II de Chipre \| Hugo II de Chipre \| \| \| Hugo III de Chipre \| Hugo III de Chipre \| Hugo III de Chipre \| Hugo III de Chipre \| Hugo III de Chipre \| Hugo III de Chipre \| \| \| \| \| \| \| \| \| \| \| \| \| \| \| \| \| \| \| \| \| \| \| \| \| \| \| \| \| \| \| \| \| \| \| \| \| \| \| \| \| \| \| \| \| \| \| \| \| \| \| \| \| \| \| \| \| \| \| \| \| \| \| \| \| \| \| \| \| Guido II de Atenas \| Guido II de Atenas \| Guido II de Atenas \| Guido II de Atenas \| Guido II de Atenas \| Guido II de Atenas \| \| \| Eschiva de Beirut \| Eschiva de Beirut \| Eschiva de Beirut \| Eschiva de Beirut \| Eschiva de Beirut \| Eschiva de Beirut \| \| \| \| \| \| \| Gualterio V de Brienne \| Gualterio V de Brienne \| Gualterio V de Brienne \| Gualterio V de Brienne \| Gualterio V de Brienne \| Gualterio V de Brienne \| \| \| \| \| \| \| \| \| \| \| \| \| \| \| \| \| \| \| \| \| \| \| \| \| |                  |                  |                  |                  |                  |  |  |                       |                       |                       |                       |                       |                       |                   |                   |                    |                    |                    |                    |                    |                    |  |  |                          |                          |                          |                          |                          |                          |                         |                         |                         |                         |                 |                 |                 |                 |                 |                 |                  |                  |                  |                  |                        |                        |                        |                        |                        |                        |                    |                    |                    |                    |                    |                    |                    |                    |
| |                  |                  |                  |                  |                  |  |  |                       |                       |                       |                       |                       |                       |                   |                   |                    |                    |                    |                    |                    |                    |  |  | Gualterio III de Brienne | Gualterio III de Brienne | Gualterio III de Brienne | Gualterio III de Brienne | Gualterio III de Brienne | Gualterio III de Brienne |                         |                         | Elvira de Lecce         | Elvira de Lecce         | Elvira de Lecce | Elvira de Lecce | Elvira de Lecce | Elvira de Lecce |                 |                 | Hugo I de Chipre | Hugo I de Chipre | Hugo I de Chipre | Hugo I de Chipre | Hugo I de Chipre       | Hugo I de Chipre       |                        |                        | Alicia de Champaña     | Alicia de Champaña     | Alicia de Champaña | Alicia de Champaña | Alicia de Champaña | Alicia de Champaña |                    |                    |                    |                    |
| |                  |                  |                  |                  |                  |  |  |                       |                       |                       |                       |                       |                       |                   |                   |                    |                    |                    |                    |                    |                    |  |  | Gualterio III de Brienne | Gualterio III de Brienne | Gualterio III de Brienne | Gualterio III de Brienne | Gualterio III de Brienne | Gualterio III de Brienne |                         |                         | Elvira de Lecce         | Elvira de Lecce         | Elvira de Lecce | Elvira de Lecce | Elvira de Lecce | Elvira de Lecce |                 |                 | Hugo I de Chipre | Hugo I de Chipre | Hugo I de Chipre | Hugo I de Chipre | Hugo I de Chipre       | Hugo I de Chipre       |                        |                        | Alicia de Champaña     | Alicia de Champaña     | Alicia de Champaña | Alicia de Champaña | Alicia de Champaña | Alicia de Champaña |                    |                    |                    |                    |
| |                  |                  |                  |                  |                  |  |  |                       |                       |                       |                       |                       |                       |                   |                   |                    |                    |                    |                    |                    |                    |  |  |                          |                          |                          |                          |                          |                          |                         |                         |                         |                         |                 |                 |                 |                 |                 |                 |                  |                  |                  |                  |                        |                        |                        |                        |                        |                        |                    |                    |                    |                    |                    |                    |                    |                    |
| |                  |                  |                  |                  |                  |  |  |                       |                       |                       |                       |                       |                       |                   |                   |                    |                    |                    |                    |                    |                    |  |  |                          |                          |                          |                          |                          |                          |                         |                         |                         |                         |                 |                 |                 |                 |                 |                 |                  |                  |                  |                  |                        |                        |                        |                        |                        |                        |                    |                    |                    |                    |                    |                    |                    |                    |
| |                  |                  |                  |                  |                  |  |  |                       |                       |                       |                       | Guido I de Atenas     | Guido I de Atenas     | Guido I de Atenas | Guido I de Atenas | Guido I de Atenas  | Guido I de Atenas  |                    |                    |                    |                    |  |  |                          |                          |                          |                          | Gualterio IV de Brienne  | Gualterio IV de Brienne  | Gualterio IV de Brienne | Gualterio IV de Brienne | Gualterio IV de Brienne | Gualterio IV de Brienne |                 |                 | María de Chipre | María de Chipre | María de Chipre | María de Chipre | María de Chipre  | María de Chipre  |                  |                  | Enrique I de Jerusalén | Enrique I de Jerusalén | Enrique I de Jerusalén | Enrique I de Jerusalén | Enrique I de Jerusalén | Enrique I de Jerusalén |                    |                    | Isabel de Chipre   | Isabel de Chipre   | Isabel de Chipre   | Isabel de Chipre   | Isabel de Chipre   | Isabel de Chipre   |
| |                  |                  |                  |                  |                  |  |  |                       |                       |                       |                       | Guido I de Atenas     | Guido I de Atenas     | Guido I de Atenas | Guido I de Atenas | Guido I de Atenas  | Guido I de Atenas  |                    |                    |                    |                    |  |  |                          |                          |                          |                          | Gualterio IV de Brienne  | Gualterio IV de Brienne  | Gualterio IV de Brienne | Gualterio IV de Brienne | Gualterio IV de Brienne | Gualterio IV de Brienne |                 |                 | María de Chipre | María de Chipre | María de Chipre | María de Chipre | María de Chipre  | María de Chipre  |                  |                  | Enrique I de Jerusalén | Enrique I de Jerusalén | Enrique I de Jerusalén | Enrique I de Jerusalén | Enrique I de Jerusalén | Enrique I de Jerusalén |                    |                    | Isabel de Chipre   | Isabel de Chipre   | Isabel de Chipre   | Isabel de Chipre   | Isabel de Chipre   | Isabel de Chipre   |
| |                  |                  |                  |                  |                  |  |  |                       |                       |                       |                       |                       |                       |                   |                   |                    |                    |                    |                    |                    |                    |  |  |                          |                          |                          |                          |                          |                          |                         |                         |                         |                         |                 |                 |                 |                 |                 |                 |                  |                  |                  |                  |                        |                        |                        |                        |                        |                        |                    |                    |                    |                    |                    |                    |                    |                    |
| |                  |                  |                  |                  |                  |  |  |                       |                       |                       |                       |                       |                       |                   |                   |                    |                    |                    |                    |                    |                    |  |  |                          |                          |                          |                          |                          |                          |                         |                         |                         |                         |                 |                 |                 |                 |                 |                 |                  |                  |                  |                  |                        |                        |                        |                        |                        |                        |                    |                    |                    |                    |                    |                    |                    |                    |
| Juan I de Atenas | Juan I de Atenas | Juan I de Atenas | Juan I de Atenas | Juan I de Atenas | Juan I de Atenas |  |  | Guillermo I de Atenas | Guillermo I de Atenas | Guillermo I de Atenas | Guillermo I de Atenas | Guillermo I de Atenas | Guillermo I de Atenas |                   |                   | Alicia de la Roche | Alicia de la Roche | Alicia de la Roche | Alicia de la Roche | Alicia de la Roche | Alicia de la Roche |  |  | Isabel de la Roche       | Isabel de la Roche       | Isabel de la Roche       | Isabel de la Roche       | Isabel de la Roche       | Isabel de la Roche       |                         |                         | Hugo de Brienne         | Hugo de Brienne         | Hugo de Brienne | Hugo de Brienne | Hugo de Brienne | Hugo de Brienne |                 |                 |                  |                  |                  |                  | Hugo II de Chipre      | Hugo II de Chipre      | Hugo II de Chipre      | Hugo II de Chipre      | Hugo II de Chipre      | Hugo II de Chipre      |                    |                    | Hugo III de Chipre | Hugo III de Chipre | Hugo III de Chipre | Hugo III de Chipre | Hugo III de Chipre | Hugo III de Chipre |
| Juan I de Atenas | Juan I de Atenas | Juan I de Atenas | Juan I de Atenas | Juan I de Atenas | Juan I de Atenas |  |  | Guillermo I de Atenas | Guillermo I de Atenas | Guillermo I de Atenas | Guillermo I de Atenas | Guillermo I de Atenas | Guillermo I de Atenas |                   |                   | Alicia de la Roche | Alicia de la Roche | Alicia de la Roche | Alicia de la Roche | Alicia de la Roche | Alicia de la Roche |  |  | Isabel de la Roche       | Isabel de la Roche       | Isabel de la Roche       | Isabel de la Roche       | Isabel de la Roche       | Isabel de la Roche       |                         |                         | Hugo de Brienne         | Hugo de Brienne         | Hugo de Brienne | Hugo de Brienne | Hugo de Brienne | Hugo de Brienne |                 |                 |                  |                  |                  |                  | Hugo II de Chipre      | Hugo II de Chipre      | Hugo II de Chipre      | Hugo II de Chipre      | Hugo II de Chipre      | Hugo II de Chipre      |                    |                    | Hugo III de Chipre | Hugo III de Chipre | Hugo III de Chipre | Hugo III de Chipre | Hugo III de Chipre | Hugo III de Chipre |
| |                  |                  |                  |                  |                  |  |  |                       |                       |                       |                       |                       |                       |                   |                   |                    |                    |                    |                    |                    |                    |  |  |                          |                          |                          |                          |                          |                          |                         |                         |                         |                         |                 |                 |                 |                 |                 |                 |                  |                  |                  |                  |                        |                        |                        |                        |                        |                        |                    |                    |                    |                    |                    |                    |                    |                    |
| |                  |                  |                  |                  |                  |  |  | Guido II de Atenas    | Guido II de Atenas    | Guido II de Atenas    | Guido II de Atenas    | Guido II de Atenas    | Guido II de Atenas    |                   |                   | Eschiva de Beirut  | Eschiva de Beirut  | Eschiva de Beirut  | Eschiva de Beirut  | Eschiva de Beirut  | Eschiva de Beirut  |  |  |                          |                          |                          |                          | Gualterio V de Brienne   | Gualterio V de Brienne   | Gualterio V de Brienne  | Gualterio V de Brienne  | Gualterio V de Brienne  | Gualterio V de Brienne  |                 |                 |                 |                 |                 |                 |                  |                  |                  |                  |                        |                        |                        |                        |                        |                        |                    |                    |                    |                    |                    |                    |                    |                    |

En el año de 1306 Gualterio se casó con Juana de Châtillon y tuvo dos hijos:
- Gualterio (1302-1356), su sucesor como conde de Lecce y Conversano, así como el duque titular de Atenas
- Isabel (fallecida en 1360), se casó con Gualterio III, señor de Enghien y reclamó el título de su hermano sobre Lecce y Conversano a su muerte.